# Lucio Fontana
Lucio Fontana (Rosário, 19 de fevereiro de 1899 — Comabbio, 7 de setembro de 1968) foi um pintor e escultor argentino-italiano nascido na Argentina. Foi um dos integrantes do movimento da arte povera.

## Biografia
Em 1920, sua família retorna à Itália.
Seu trabalho é de difícil classificação, já que ele transita entre o barroco, o cubismo e o futurismo, depois de um início de carreira ligado ao academismo.
Em 1931, cria Mulher sentada, uma escultura em bronze de 8 cm de altura. Logo a seguir, cria Escultura Abstrata, em 1932.
Com a chegada do fascismo, o meio artístico italiano retorna a códigos mais clássicos, sem entretanto recusar completamente a arte de vanguarda.
Em 1947, publica o Manifesto blanco, que influenciará muitos artistas abstratos a partir da década de 1950. É nesse momento que se muda definitivamente para Milão. Cria então o Movimento Espacialista. A partir deste ano, suas obras levam o nome de Conceito Espacial. Insiste na ideia de intitular a obra de arte. Irá trabalhar muito sobre a aproximação entre a arte e o sagrado (como Matisse). Irá também fazer trabalhos em monocromia.
A partir de 1949, começa a pintar superfícies em monocromia (uma só cor) e as "maltratar". Começa a fazer buracos na tela, depois incisões a partir de 1958. É a primeira vez que um artista, na História da Arte "ataca" a superfície da tela. Esta ação irá inspirar Yves Klein, que irá queimar seus quadros. Fontana introduz em seu trabalho a noção de espaço, de profundidade.
É autor da obra Via Crucis em peças de escultura em madeira.
Fontana é um dos primeiros artistas que falam em arte conceitual, que privilegia a ideia no lugar da obra executada.

## Algumas obras
- Il cielo di Venezia
- Mezzogiorno a Piazza San Marco
- Concetto spaziale, Venezia d'argento (1961)
- Concetto spaziale, Attese (1963)
- Via Crucis